# Jean Charles de Wendel
Pour les autres membres de la famille, voir Famille de Wendel.
Charles de Wendel (Charles I), seigneur d'Hayange, né le 19 février 1708 à Ottange, mort le 4 septembre 1784 à Hayange, est un officier et fondateur des forges de Hombourg-l'Evêque (l'actuel Hombourg-Haut).

## Biographie
Face au manque de minerai, il étend le domaine industriel de la famille au-delà d'Hayange, acquiert les forges de Sainte-Fontaine en 1757 et obtient des concessions de minerai et des coupes de bois.
En 1758, il installe une forge sur la Rosselle, à Hombourg-l'Evêque, point de départ de la vocation industrielle de la ville.
En 1760, Charles de Wendel fait construire à L'Hôpital (Moselle) un haut fourneau et une forge. Ils fonctionneront jusqu'au milieu du XIXe siècle.
Il fait construire en 1766 le château d'Hausen.

## Famille

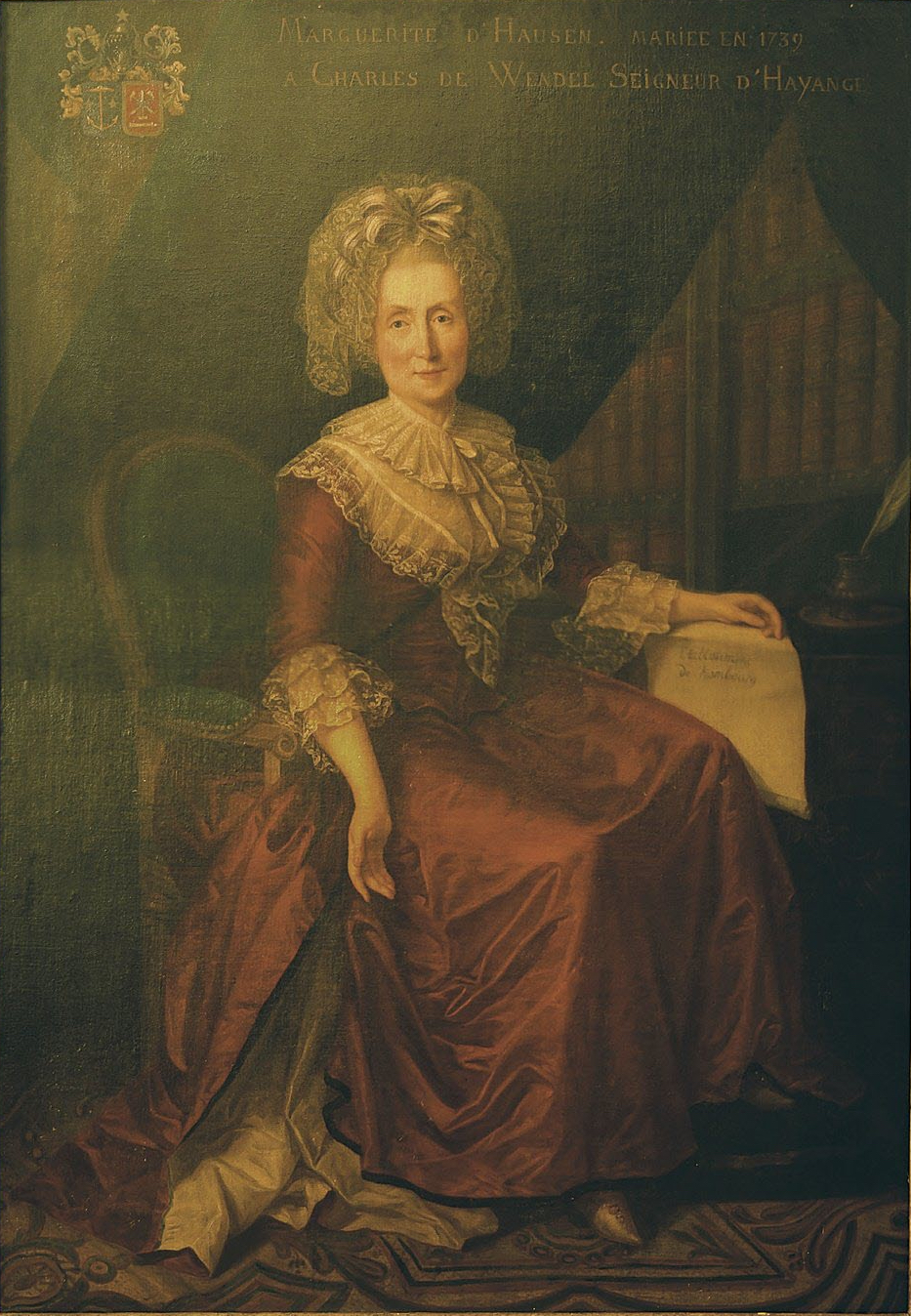
Portrait de sons épouse, Marguerite d'Hausen, dite Madame d'Hayange.

Fils de Jean-Martin Wendel (1665-1737), il s'est marié le 11 mai 1739 à Sarreguemines avec Anne-Marguerite d'Hausen de Weidesheim, née le 20 octobre 1718, qui décède le 4 janvier 1802. Il eut sept enfants :
- Marguerite 1740-1740
- François Ignace 1741-1795
- Louise 1742-1800
- Reine 1743-1825
- François 1744-1745
- Pierre Louis Benoît 1745
- Catherine 1746-1812